# Campanya de Lur-i Kučik (1393)
La campanya de Lur-i Kučik (1393) foren les operacions militars realitzades per Tamerlà al Petit Lur el 1393.
Timur estava a Shahriyar (al costat de Rayy) i va decidir marxar amb el seu cos d'exèrcit, deixant a Miran Shah amb una part de l'exèrcit per esperar l'equipatge que venia d'Astarabad; llavors es va dirigir cap a Hamadan i cap a Burudjird i pel camí el príncep Umar Xaikh, fill de Timur, fou enviat via Qom (Kum o Qum), Awa, Sawah cap al Lur-i Kučik i el Lur-i-Buzurg fins al punt de trobada a Huwayza i Dizful on també tenia destinació final (per trobar-se amb altres cossos) el cos d'exèrcit de Muhammad Sultan.
Umar Xaikh va seguir la seva ruta i va arribar a la fortalesa de Kiur que va conquerir; el seu governador Muhammad al-Kumi fou fet presoner i carregat de cadenes. Umar Xaikh va passar la nit allí i l'endemà va anar cap a Marwan on el governador Muhammad Perahhani, que governava per compte de Muhammad al-Kumi, se li va sotmetre; tot seguit Umar Xaikh va seguir cap a Kerherud; el governador Isfendiyar es va rendir sense lluitar i fou enviat a Timur junt amb Muhammad al-Kumi.
Timur va arribar a Burudjird el 23 de gener de 1393 on aviat va arribar Umar Xaikh després de passar per Turwan. Timur el va retornar al comandament de l'ala esquerra de l'exèrcit. Va nomenar governador de la milícia de Burudjird a l'amir Saif al-Din Kultash (500 homes) i al amir Mikhail el va nomenar governador de la guàrdia de Nihawand. Tres dies després va arribar a Khurramabad on governava el malik lur Malik Izz al-Din Husayn que estava en aquell moment en plena disputa amb el seu fill però al saber que s'acostaven les forces de Timur, pare i fill van fer les paus i van fugir de Lur-i Kučik en direcció oposada al invasor; a Khurramabad van deixar una guarnició per resistir.
Timur va enviar a Umar Xaikh a perseguir als fugitius i va enviar a destacaments de cavalleria per tot el Luristan, deixant també tropes per assetjat la fortalesa sota comandament de l'amir Hajji Timur Bugha i l'amir Shaikh Sistani, amb 500 soldats. Luristan fou netejat de guerrers que quan baixaven de la muntanya eren morts per tropes timúrides a cops d'espasa.